# 莫佐乌
莫佐乌（1969年—）是緬甸的社會運動家與政治人物，2021年4月起擔任反政變的緬甸國家團結政府外交部副部長。

## 生平
莫佐乌於1969年出生於仰光，就讀仰光藝術與科學大學（今仰光大學）期間曾參與8888民主運動，並加入全國民主聯盟，1990年被捕關押，1999年獲釋，隨後在泰國朱拉隆功大学獲東南亞研究的碩士學位。
2012年莫佐乌回到緬甸，擔任全國民主聯盟主席辦公室的副幕僚長，2016年2月升任幕僚長；2017年他完成了英国皇家国防研究学院国际战略研究的學士後學程，2019年11月起擔任聯邦和平委員會的顧問。
2021年4月16日反軍事政變的緬甸國家團結政府成立，莫佐乌擔任該政府的外交部副部長。